# 5508 Gomyou
5508 Gomyou (tên chỉ định: 1988 EB) là một tiểu hành tinh vành đai chính. Nó được phát hiện bởi Watari Kakei, Minoru Kizawa, và Takeshi Urata ở Đài thiên văn Nihondaira ở Shimizu, Shizuoka, ngày 9 tháng 3 năm 1988. Nó được đặt theo tên an area north thuộc Kakegawa.